# Liviu Librescu
Liviu Librescu, Hebreeuws: ליביו ליברסקו, (Ploiești (Roemenië), 18 april 1930 - Blacksburg (Virginia) (VS), 16 april 2007) was een Israëlisch wetenschapper van Roemeense afkomst. Hij was een van de slachtoffers van de schietpartij op de Virginia Polytechnic Institute and State University, waar hij werkzaam was als hoogleraar werktuigbouwkunde.

## Levensloop
Librescu groeide op in een Joods gezin in Ploiești. Tijdens de Tweede Wereldoorlog zat zijn vader, een advocaat, gevangen in een werkkamp. Zelf leefde hij in het getto van Focșani.
Hij studeerde luchtvaarttechniek aan de Polytechnische Universiteit van Boekarest en studeerde af in 1952. In 1969 promoveerde hij in de stromingsleer. Librescu werkte als onderzoeker aan verschillende Roemeense instituten. Hij wilde emigreren naar Israël (alia maken), maar Joden kregen daar onder het regime van Nicolae Ceaușescu zelden toestemming voor. Pas na een direct verzoek van de Israëlische premier Menachem Begin kon Librescu in 1978 emigreren.
Hij werkte van 1979 tot 1986 als hoogleraar aan de Universiteit van Tel Aviv en het Technion in Haifa. Zijn voornaamste onderzoeksgebieden waren aerolasticiteit en aerodynamica.
Van 1985 tot zijn dood was Librescu hoogleraar machinebouwkunde aan Virginia Tech. Hij zat in de redactieraden van zeven wetenschappelijke tijdschriften en volgens zijn weduwe schreef hij het hoogste aantal artikelen van alle hoogleraren aan zijn universiteit.

### Dood
Op 16 april 2007 was professor Librescu een van de tweeëndertig mensen die vermoord werden tijdens de schietpartij op Virginia Tech. Hij werd gedood, tijdens een les in het Norris Hall Engineering Building, door de student Cho Seung-hui. Librescu barricadeerde de deur van het lokaal, zodat zijn studenten via de ramen konden vluchten. Hij werd gedood doordat de schutter door de deur heen schoot.
Een aantal van zijn studenten noemde hem later een held, die hun levens gered heeft. Librescu werd gedood op Jom Hasjoa, de Holocaustherdenkingsdag. Hij liet een vrouw en twee zoons achter.
De Amerikaanse president George W. Bush betuigde twee dagen na het bloedbad eer aan Librescu:

Die dag zagen wij gruwels, maar wij zagen ook stille daden van moed. We zagen deze moed in een docent genaamd Liviu Librescu. Toen de schutter probeerde zijn klas binnen te dringen blokkeerde hij de deur met zijn lichaam terwijl zijn studenten vluchtten. Op Herdenkingsdag gaf deze overlevende van de Holocaust zijn leven voor dat van anderen. En vandaag eren wij zijn nagedachtenis en putten kracht uit zijn voorbeeld.

Postuum werd Librescu door de Roemeense president Traian Băsescu onderscheiden met het Grootkruis van de Orde van de Ster van Roemenië. Een herdenkingsdienst voor hem werd gehouden in Brooklyn op 18 april. Twee dagen later werd hij in Israël begraven.

## Publicaties
- Librescu, Liviu, Ohseop Song (2006). Thin-walled composite beams: Theory and Application. Dordrecht, Nederland: Springer. ISBN 9781402034572.
- Cederbaum, G., Elishakoff, I., Aboudi, J. en Librescu, L. (1992). Random Vibrations and Reliability of Composite Structures. Lancaster-Basel: Technomic Publishing Co.
- Librescu, Liviu (1976). Elastostatics and Kinetics of Anisotropic and Heterogeneous Shell-Type Structures. Leiden: Noordhoff International. ISBN 9789028600355.
- Librescu, Liviu (1969). Statica si dinamica structurilor elastice anizotrope si eterogene (in Roemeens). Boekarest: Editura Academiei Republicii Socialiste România.